# Championnats panaméricains de karaté 2010
Navigation
Édition précédente Édition suivante
Les championnats panaméricains de karaté 2010 ont eu lieu du 13 au 15 mai 2010 à Quito, en Équateur. Il s'agit de la vingt-quatrième édition des championnats  panaméricains de karaté organisés chaque année par la Fédération panaméricaine de karaté.